# Santa Bárbara (Bahia)
Santa Bárbara è un comune del Brasile nello Stato di Bahia, parte della mesoregione del Centro-Norte Baiano e della microregione di Feira de Santana.

## Amministrazione

### Gemellaggi
- Gerico